# Dynamo 5
Dynamo 5 war eine fünfköpfige deutsche Popband, die 1999 für die Spielfilmkomödie Sonnenallee zusammengestellt wurde. 

## Werdegang
Die Band wurde um den Schauspieler Robert Stadlober formiert, der im Film die Rolle des Wuschel verkörpert und von einer Karriere als Musiker träumt. Zusammen mit vier Mitgliedern der zu diesem Zeitpunkt aufgelösten Hamburger Rockband Selig entstanden für den Soundtrack zwei Coverversionen von Hits aus der Zeit, in der der Spielfilm angesiedelt ist:
- Get It On stammt im Original von der Band T. Rex aus dem Jahr 1971
- The Letter, das als Single auch die deutschen Charts erreichte, im Original aus dem Jahr 1967 von den Box Tops